# Mando Ramos
Mando Ramos (* 15. November 1948 in Long Beach, Kalifornien, USA als Armando Ramos; † 6. Juli 2008 in San Pedro, Los Angeles, Kalifornien, USA) war ein US-amerikanischer Boxer mexikanischer Abstammung im Leichtgewicht und sowohl vom 18. Februar 1969 bis zum 3. März 1970 Weltmeister der Verbände WBC und WBA als auch vom 18. Februar 1972 bis zum 17. September 1972 Weltmeister der WBC.